# Nohawilliamsia pirarensis
Nohawilliamsia pirarensis är en orkidéart som först beskrevs av Heinrich Gustav Reichenbach, och fick sitt nu gällande namn av Mark W. Chase och Mark Whitten. Nohawilliamsia pirarensis ingår i släktet Nohawilliamsia och familjen orkidéer. Inga underarter finns listade i Catalogue of Life.